# جيف داريلنغتون
جيف داريلنغتون (بالإنجليزية: Jeff Darlington)‏ هو كاتب أمريكي، ولد في 10 نوفمبر 1981 في إليزابيث في الولايات المتحدة.

## وصلات خارجية
- جيف داريلنغتون على موقع IMDb (الإنجليزية)